# Hohenstein (Bönnigheim)

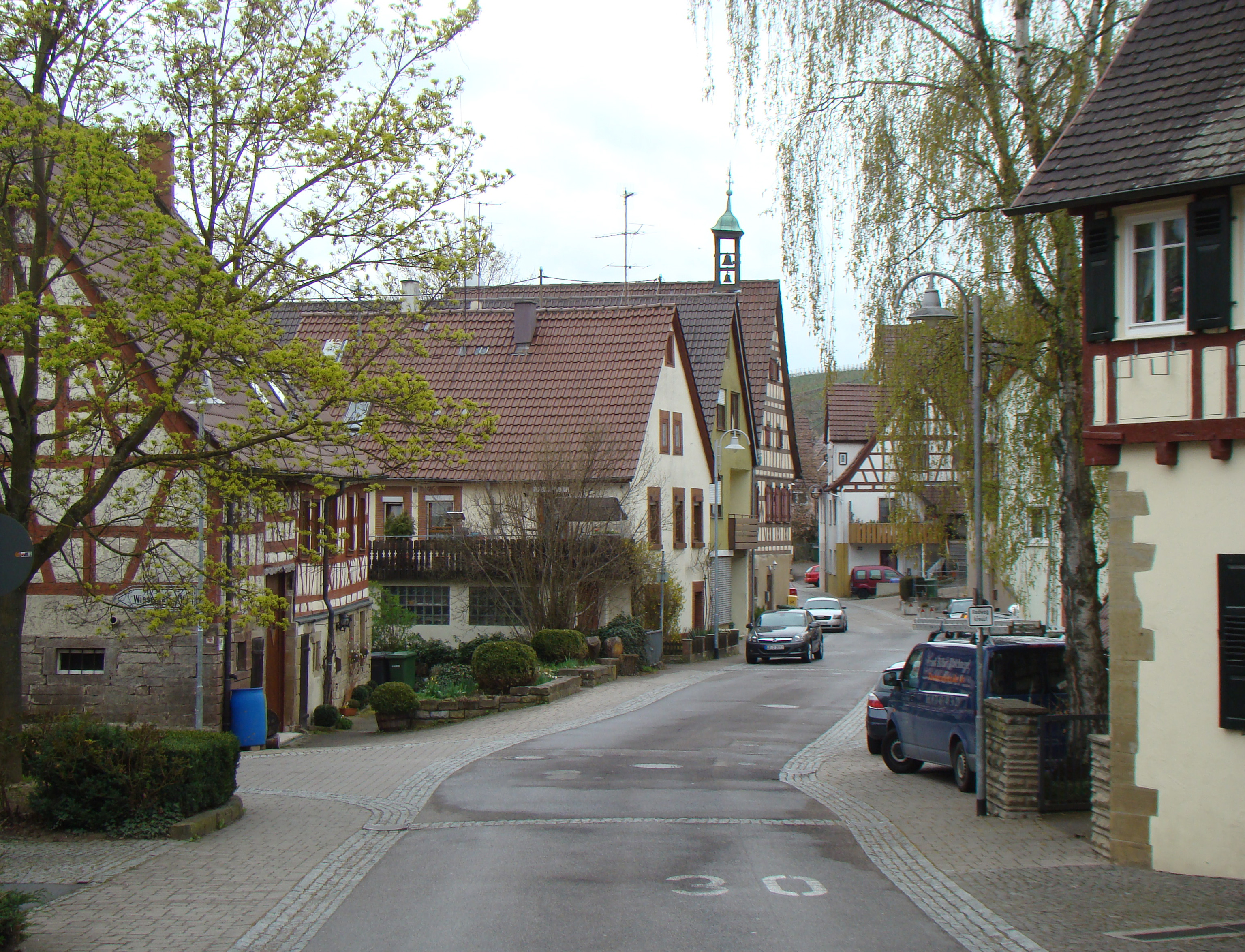
Ortsmitte von Hohenstein

Hohenstein  ist ein Stadtteil von Bönnigheim im Landkreis Ludwigsburg in Baden-Württemberg.

## Geschichte

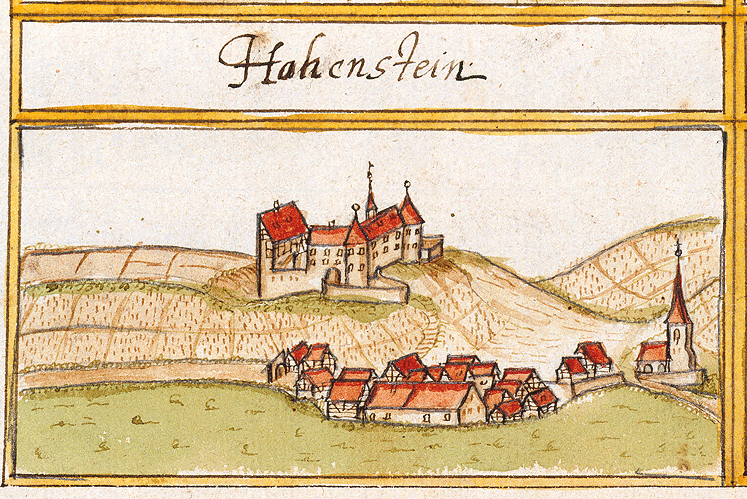
Hohenstein in den Kieserschen Forstlagerbüchern

Der Ort Hohenstein und das zugehörige Schloss befanden sich bis zum 19. Jahrhundert im Besitz einer ganzen Reihe von Adelshäusern. Lehensherren waren bis 1356 die Grafen von Vaihingen und seither die Grafen (seit 1495 die Herzöge) von Württemberg. Nach der Gründung des Königreichs Württemberg kam Hohenstein 1810 zum Oberamt Besigheim. 1938, bei der württembergischen Gebietsreform während der NS-Zeit, kam Hohenstein zum Landkreis Ludwigsburg. Hohenstein wurde am 1. Januar 1972 nach Bönnigheim eingemeindet.

## Wappen

Ehemaliges Gemeindewappen von Hohenstein

Die Blasonierung des ehemaligen Wappens von Hohenstein lautet: In Silber auf einem mit fünf aneinander gereihten silbernen Rauten belegten grünen Berg eine zweitürmige bezinnte rote Burg. Die fünf Rauten sind dem Wappen der Herren von Hohenstein entnommen, die Burg bezieht sich auf das Schloss Hohenstein.

## Sehenswürdigkeiten

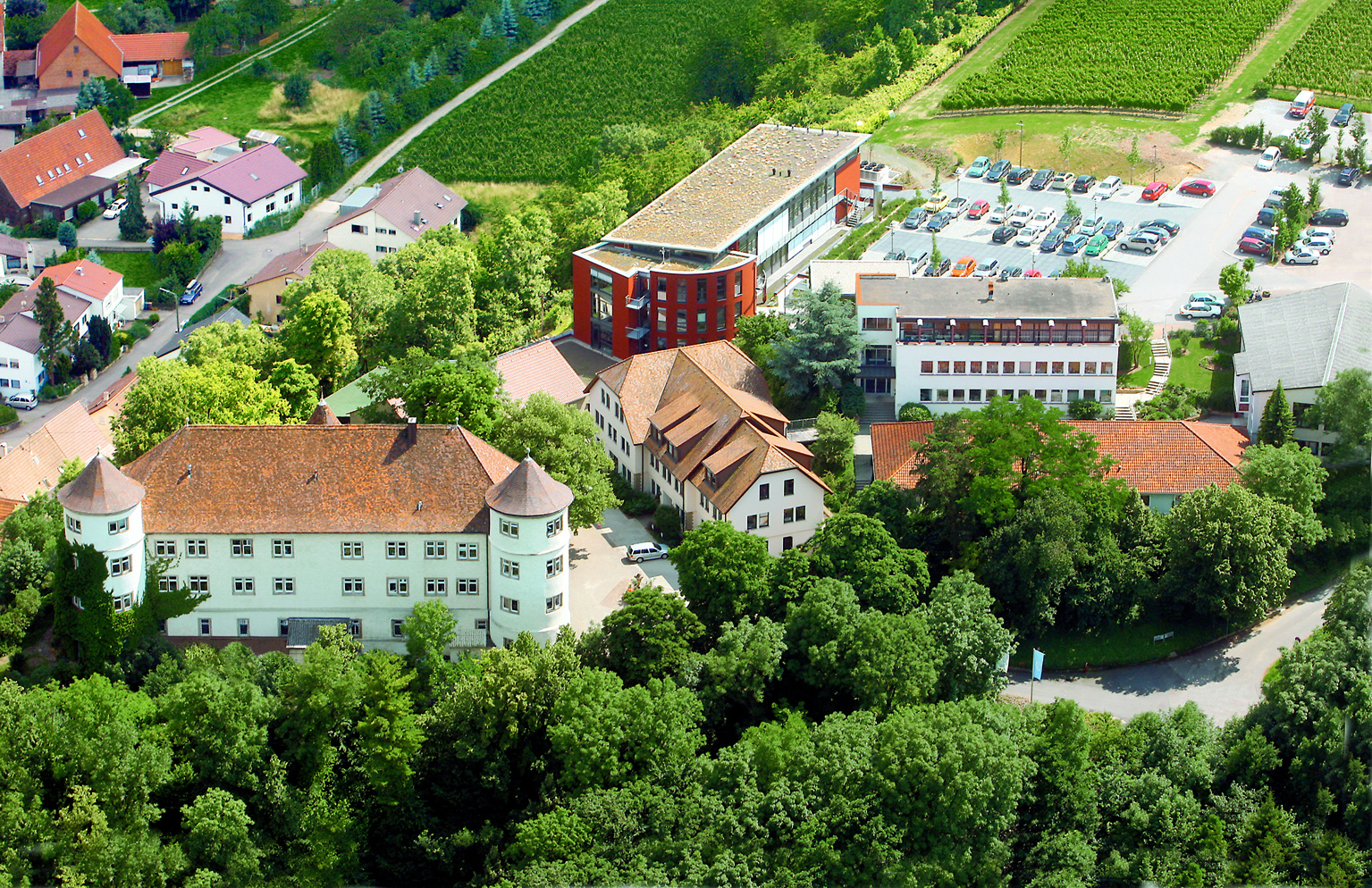
Schloss Hohenstein

- Schloss Hohenstein war einst der Herrensitz des Ortsadels und ist nun Stammsitz des Hohenstein Institute.
- Die Kirche des Ortes wurde im 19. Jahrhundert erweitert. Auf dem angrenzenden Friedhof befindet sich eine Grablege der Freiherren von Schütz-Pflummern, wo auch Franz Ludwig von Schütz-Pflummern (1835–1903), mit dem das Geschlecht erlosch, begraben liegt.
- In der Ortslage sind neben dem Alten Rathaus noch einige weitere historische Gebäude bemerkenswert, die aufgrund ihrer Konstruktionsmerkmale ihre einstige Bestimmung als Wohnstallhaus, Mühle usw. erkennen lassen.

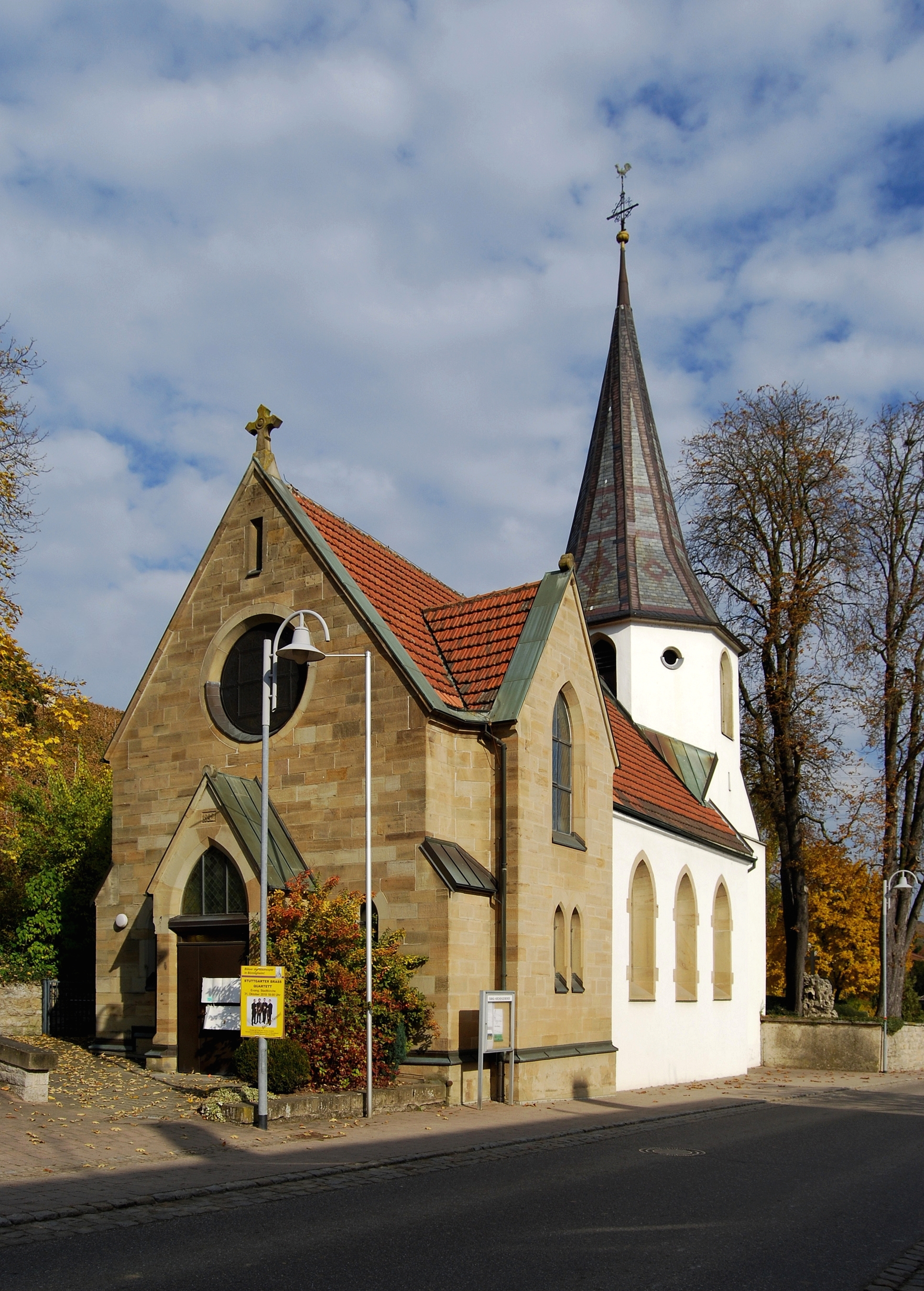
Kirche
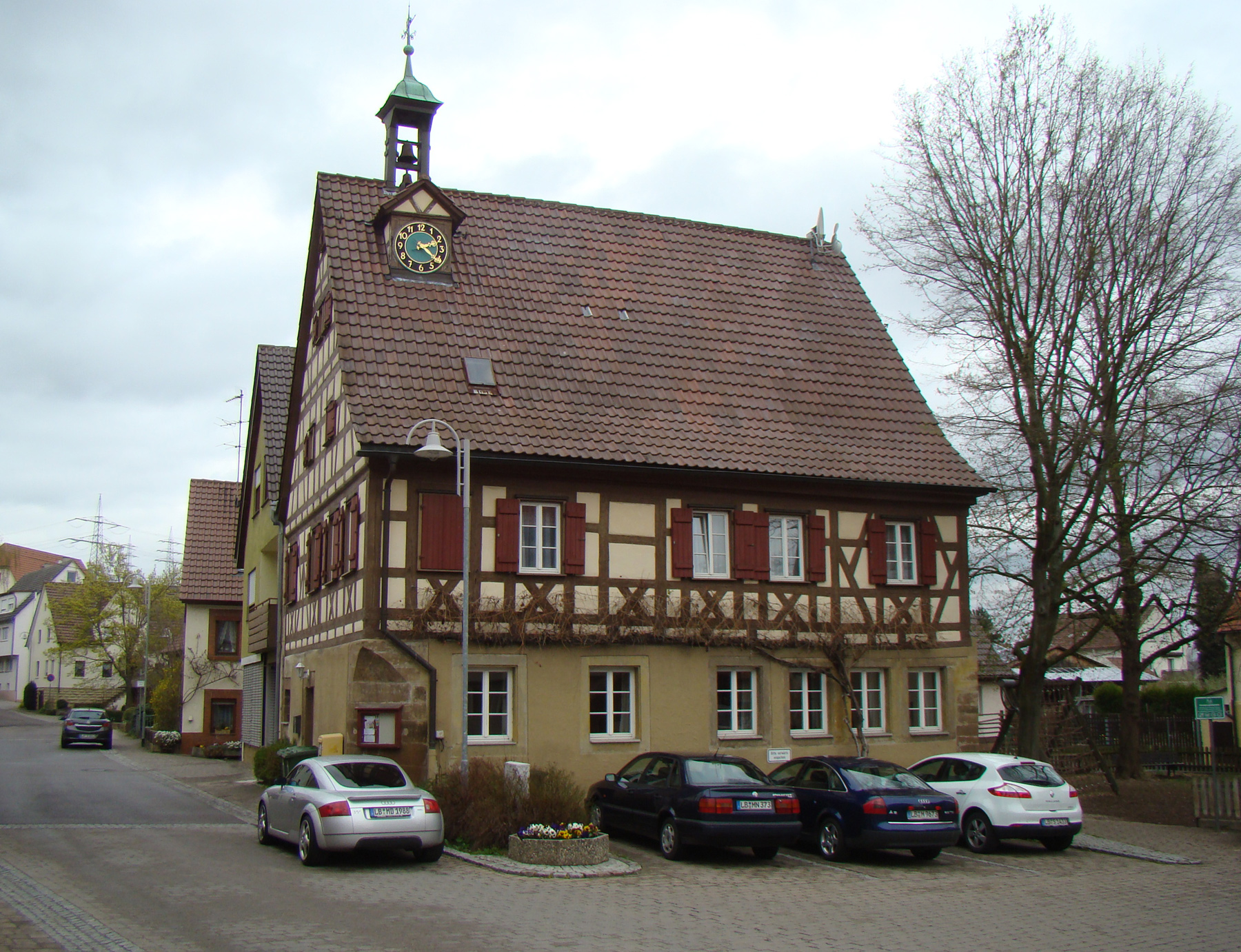
Altes Rathaus

## Wirtschaft
Größter Arbeitgeber am Ort sind die Hohenstein Institute, eine private Forschungseinrichtung im Textilbereich, mit rund 370 Mitarbeitern vor Ort.